# Prarostino
Prarostino é uma comuna italiana da região do Piemonte, província de Turim, com cerca de 1.223 habitantes. Estende-se por uma área de 10 km², tendo uma densidade populacional de 122 hab/km². Faz fronteira com San Germano Chisone, Angrogna, San Secondo di Pinerolo, Bricherasio.

## Demografia
| Variação demográfica do município entre 1861 e 2011                               |
|                                                                                   |
| Fonte: Istituto Nazionale di Statistica (ISTAT) - Elaboração gráfica da Wikipedia |